# Алберт I фон Егисхайм
Алберт I фон Егисхайм (на немски: Albert I (Adalbert II), Count von Egisheim, Dagsburg, & Moha; * ок. 1065; † ок. 24 август 1098) от род Етихониди е от 1089 г. граф на Егисхайм в Нордгау в горен Елзас и Дагсбург в Горна Лотарингия, на Мец и Моха/Мока (в Белгия. Лотарингия]].
Той е вторият син на граф Хайнрих I фон Егисхайм и Дагсбург, граф в Нордгау († 1064) и съпругата му фон Моха/Мока, дъщеря на граф Алберт фон Моха († сл. 1040). Внук е на граф Хуго VII фон Егисхайм и Дагсбург († 1049) и графиня Матилда фон Дугха. Баща му е племенник на папа Лъв IX.
Брат е на граф Герхард IV фон Егисхайм-Нордгау († сл. 1098), граф Хуго VIII фон Егисхайм († 1089, убит) и на Бруно фон Егисхайм († 1102), архдякон и приор на „Св. Ганголф“ в Тул (1097 – 1102).
Алберт I фон Егисхайм наследява 1089 г. убития му брат Хуго VIII фон Егисхайм.

## Фамилия
Алберт I фон Егисхайм се жени за Хайлвиг вер. фон Егисхайм. Бракът е бездетен.
Алберт I фон Егисхайм се жени втори път пр. 20 май 1096 г. за Ермезинда Люксембургска (* ок. 1080; † 24 юни 1143), дъщеря на граф Конрад I Люксембургски († 1086) и Клеменция Аквитанска († сл. 1129). Те имат три деца:
- Хуго IX фон Дагсбург († сл. 1137), женен за Гертруд от Лооц († сл. 1154)
- Хайнрих фон Моха († сл. 1101)
- Матилда фон Егисхайм († 1157), омъжена 1120 г. за Фолмар V, граф на Мец и граф на Хомбург († 1145)

Вдовицата му Ермезинда се омъжва втори път през 1109 г. за Готфрид I, граф на Намюр († 1139).